# Nicola Förg

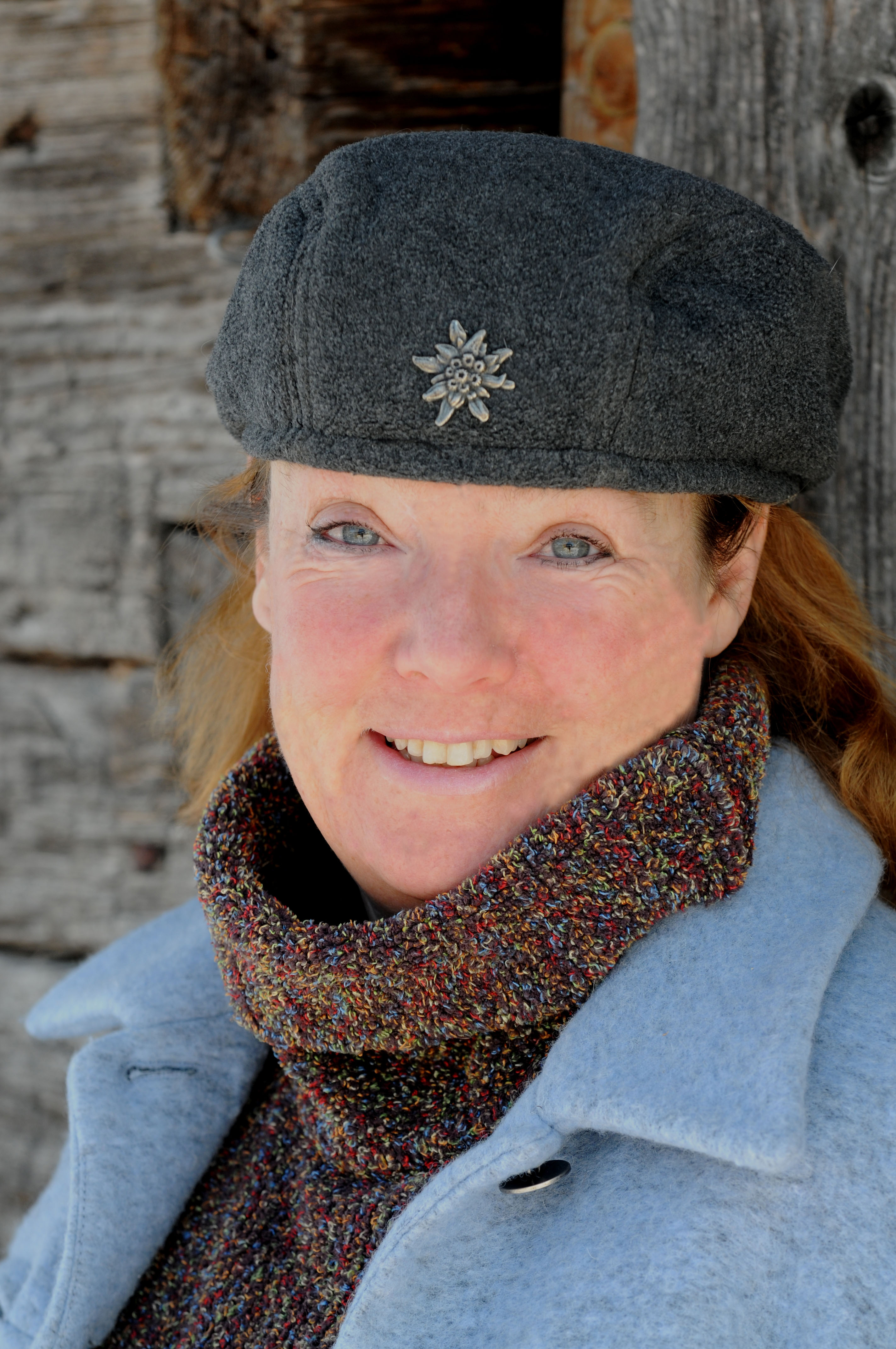
Nicola Förg (2009)

Nicola Förg (* 13. Dezember 1962 in Kempten (Allgäu)) ist eine deutsche Reisejournalistin und Schriftstellerin.

## Leben
Nicola Förg ist die Tochter eines Versicherungsbezirksdirektors und einer Gymnasiallehrerin. Sie wuchs in Oberstaufen und Kempten im Allgäu auf. Sie machte Abitur am Hildegardis-Gymnasium Kempten; bereiste Australien (work&travel) und begann 1983 ein Studium der Germanistik und Geografie an der Ludwig-Maximilians-Universität in München. Zu der Zeit gestaltete sie bereits ein Stadtmagazin in Kempten mit und war freie Mitarbeiterin beim Radio für Sportthemen. Nach dem Studienabschluss betätigte sich Förg als Redakteurin für die Magazine Traveller`s World und Ski.
Ab 1991 publizierte Förg als freie Journalistin Beiträge zu den Themen Reise, Touristik und Innenarchitektur in diversen Magazinen und Zeitungen. Ihre Schwerpunkte lagen im Bereich Wintersport, Winterreisen sowie Pferdehaltung und Reiterreisen. Die Länderschwerpunkte vor allem in den Alpen, Skandinavien, GB/Irland und Kanada. Sie verfasste diverse Reiseführer und Reisebildbände. Sie ist eine engagierte Tierkennerin und betreut unter anderem seit 15 Jahren die wöchentliche Tierseite im Münchner Merkur.
Mit „Schussfahrt“ debütierte Nicola Förg 2002 als Autorin von Kriminalromanen. Ihre erste Buchreihe um den Kommissar Gerhard Weinzirl erschien im Emons Verlag und wurde später von Goldmann neu aufgelegt. Handlungsort von Förgs Weinzirl-Reihe war zu Beginn ihre Allgäuer Heimat, dann der Pfaffenwinkel.
Die zweite Serie startete 2009 mit „Tod auf der Piste“. Die Serie um die beiden Kommissarinnen Irmi Mangold und Kathi Reindl spielt rund um Garmisch-Partenkirchen, im Ammergebirge und Außerfern. Die Bücher erreichen manchmal die Top Ten der Spiegel-Bestsellerliste. Das Merkmal der Serie sind gut recherchierte Umwelt-, Naturschutz- und Tierthemen wie z. B. Biogasanlagen, der Einsatz von Glyphosat, illegaler Welpenhandel, der Ausverkauf der Alpen.
Nicola Förg wirkte an zahlreichen Krimi-Anthologien mit (u. a. Droemer Verlag, Ars Vivendi, Allitera, dtv, Heyne, Piper u.v.m)
Nicola Förg wohnt und bewirtschaftet mit ihrem Mann Lutz Rudat einen Hof in Prem am Lech im Landkreis Weilheim-Schongau.

## Werke

### Kriminalromane

#### Kommissar-Weinzirl-Reihe
- 2002: Schussfahrt. (Allgäu-Krimi). Emons Köln, ISBN 3-89705-286-5
- 2003: Funkensonntag. (Allgäu-Krimi). Emons Köln, ISBN 3-89705-302-0
- 2004: Kuhhandel. (Allgäu-Krimi). Emons Köln, ISBN 3-89705-362-4
- 2005: Gottesfurcht. (Oberland-Krimi). Emons Köln, ISBN 3-89705-404-3
- 2006: Eisenherz. (Oberbayern-Krimi). Emons Köln, ISBN 3-89705-438-8
- 2007: Nachtpfade. (Oberbayern-Krimi). Emons Köln, ISBN 978-3-89705-522-3
- 2008: Hundsleben. (Oberbayern-Krimi). Emons Köln, ISBN 978-3-89705-615-2
- 2010: Markttreiben. (Oberbayern-Krimi). Emons Köln, ISBN 978-3-89705-786-9
- 2013: Donnerwetter. (Oberbayern-Krimi). Emons Köln, ISBN 978-3-95451-140-2
- 2017: Heimatherz. (Allgäu-Krimi). Emons Köln, ISBN 978-3-7408-0173-1
- 2024: Moorlichter. Emons Köln, ISBN 978-3-7408-2213-2

#### Kommissarin-Mangold-Reihe
- 2009: Tod auf der Piste, (Alpen-Krimi), Piper München, ISBN 978-3-492-25389-5
- 2010: Mord im Bergwald, (Alpen-Krimi), Piper München, ISBN 978-3-492-25788-6
- 2011: Hüttengaudi, (Alpen-Krimi), Piper München, ISBN 978-3-492-26496-9
- 2012: Mordsviecher, (Ein Alpen-Krimi), Pendo München, ISBN 978-3-86612-310-6
- 2013: Platzhirsch, (Ein Alpen-Krimi), Pendo München, ISBN 978-3-86612-343-4
- 2014: Scheunenfest, (Ein Alpen-Krimi), Pendo München, ISBN 978-3866123441
- 2016: Das stille Gift (Ein Alpen-Krimi), Pendo München, ISBN 978-3866123458
- 2017: Scharfe Hunde (Ein Alpen-Krimi), Pendo München, ISBN 978-3866124189
- 2018: Rabenschwarze Beute (Ein Alpen-Krimi), Pendo München, ISBN 978-3-86612-419-6
- 2019: Wütende Wölfe (Ein Alpen-Krimi), Pendo München, ISBN 978-3-86612-420-2
- 2020: Flüsternde Wälder (Ein Alpen-Krimi), Pendo München, ISBN 978-3-86612-486-8
- 2021: Böse Häuser (Ein Alpen-Krimi), Pendo München, ISBN 978-3-86612-497-4
- 2022: Hohe Wogen (Ein Alpen-Krimi), Piper München, ISBN 978-3-492-06333-3
- 2023: Dunkle Schluchten (Ein Alpen-Krimi), Piper München, ISBN 978-3-492-06414-9
- 2024: Zornige Söhne (Ein Alpen-Krimi), Piper München, ISBN 978-3-492-06415-6
- 2025: Verdammte Weiber (Ein Alpen-Krimi), Piper München, ISBN 978-3-492-06556-6

Hörbücher
- 2010: Mord im Bergwald. Jumbo Neue Medien & Verlag, Hamburg, ISBN 978-3-8337-2660-6, 3 CDs 254 Min., gelesen von Johanna Bittenbinder
- 2011: Tod auf der Piste. Jumbo Neue Medien & Verlag, Hamburg, ISBN 978-3-8337-2717-7, 3 CDs 230 Min., gelesen von Julia Fischer
- 2011: Hüttengaudi. Osterwoldaudio, Hamburg, ISBN 978-3-86952-101-5, gekürzt, 4 CDs 290 Min., gelesen von Michaela May
- 2012: Mordsviecher. Osterwoldaudio, Hamburg, ISBN 978-3-86952-112-1, gekürzt, 5 CDs 384 Min., gelesen von Michaela May
- 2014: Scheunenfest. Osterwoldaudio, Hamburg, ISBN 978-3-86952-205-0, gekürzt, 5 CDs 389 Min., gelesen von Michaela May
- 2014: Schussfahrt, Audio Media Verlag, gekürzt, 5 CDs 375 Min., gelesen von Hans Jürgen Stockerl, ISBN 978-3868048704
- 2014: Platzhirsch. Osterwoldaudio, Hamburg, ISBN 978-3-86952-201-2, gekürzt, 5 CDs, 397 Min., gelesen von Michaela May
- 2014: Funkensonntag. Audio Media Verlag, ISBN 978-3-86804-824-7, gelesen von Hans Jürgen Stockerl, 376 Min.
- 2015: Glück ist nichts für Feiglinge. Osterwoldaudio, Hamburg, ISBN 978-3-86952-247-0, gekürzt, 4 CDs, 295 Minuten, gelesen von Jodie Ahlborn

Weihnachtsromane
- 2019: Das Winterwunder von Dublin,. (Weihnachtsroman), Piper Verlag, ISBN 978-3-492-06179-7

### Reiseführer (Auswahl)
- Oberbayern. (Reiseführer Merian Live!). Gräfe und Unzer, 1996, ISBN 3-7742-0261-3.
- München ...die Weltstadt mit Herz. Reise Know-How Verlag Rump, Bielefeld, ISBN 978-3-8317-1724-8.
- Österreich. (Polyglott on tour – Reiseführer). Polyglott, ISBN 978-3-493-55702-2.
- Fun & Sport in Eis & Schnee – der Wintersportführer für Anfänger und Freaks. Reise Know-How Verlag Rump, 2003, ISBN 3-8317-1086-4.

### Andere Publikationen
- Das Glück dieser Erde Pferdegeschichten, Rosenheimer Verlagshaus, Rosenheim 2015, ISBN 978-3-475-54474-3.
- Herrliches Bayern Alpenland von oben. (Bildband von Klaus G. Förg  mit Texten von Nicola Förg[4]), Rosenheimer Verlagshaus, Rosenheim 2014, ISBN 978-3-475-54303-6.
- Frau Mümmelmeier von Atzenhuber erzählt. Katzengeschichten, Emons, Köln 2008, ISBN 978-3-89705-572-8.
- Glück ist nichts für Feiglinge. Piper, München 2015, ISBN 978-3-492-06015-8.